# Pedro E. Guerrero
Pedro E. Guerrero (5 de setembro de 1917 – 13 de setembro de 2012) foi um fotógrafo americano. Conhecido por seu acesso extraordinário a Frank Lloyd Wright, ele foi um dos fotógrafos de arquitetura mais procurados da década de 1950. Em uma mudança de carreira, que foi parte por acaso e parte do resultado de ter sido incluído na lista negra pelas principais revistas shelter por sua posição contra a Guerra do Vietnã, ele se concentrou mais tarde em documentar o trabalho e a vida de dois importantes artistas americanos, Alexander Calder e Louise Nevelson.

## Vida pregressa
Guerrero nasceu em Casa Grande, Arizona, filho de Rosaura e Pedro W. Guerrero, um pintor de sinais que mais tarde fundaria a Rosarita, uma das primeiras empresas comerciais mexicanas de alimentos nos Estados Unidos. A família Guerrero mudou-se para uma casa de um cômodo construída com base em uma plataforma de barraca em Mesa, Arizona, logo após seu nascimento. Durante toda a sua vida, Guerrero falou amargamente do fanatismo casual que conheceu quando cresceu em Mesa e viu sua aceitação em 1937 na Art Center School, então em Los Angeles, como libertação. Ele fotografou apenas porque as aulas de pintura estavam cheias, mas “No minuto em que fiz minha primeira impressão”, ele disse, “pensei: esta é minha. Isto é para mim. É uma mágica que posso controlar. ”Sua carreira de sete décadas em fotografia começou em 1939, quando o arquiteto Frank Lloyd Wright o contratou impulsivamente para gravar a construção em andamento em sua casa de inverno, Taliesin West, em Scottsdale, Arizona. Com apenas 22 anos e um abandono do Art Center, Guerrero nunca tinha visto nada como o "acampamento no deserto" de Wright e decidiu tratá-lo exatamente como parecia a ele, como escultura. As fotografias resultantes agradaram o arquiteto, e Wright logo o convidou para ingressar em sua Irmandade. Guerrero gravou o Taliesin original em Spring Green, Wisconsin, e outros projetos de Wright antes de se alistar no Army Air Corps em 1941. Ele estava na Itália, onde era oficial de fotografia, administrando um laboratório que desenvolvia filmes tirados de aviões durante bombardeios.
Após seu serviço na Segunda Guerra Mundial, Guerrero reacendeu seu relacionamento com Wright, retomando uma intimidade que foi descrita como a de pai e filho. Quando era possível para Wright comandar seu fotógrafo preferido, era sempre Guerrero. O entendimento de Guerrero sobre Wright, forjado tanto na sala de desenho quanto enquanto esperava o sol cair sobre uma viga de pau-brasil, fez dele um importante intérprete do trabalho do arquiteto. Suas fotografias de Wright são apresentadas em dezenas de livros, incluindo o estudo definitivo de sua obra, "In the Nature of Materials", de Henry-Russell Hitchcock. Guerrero frequentemente incluía pessoas em suas fotografias, especialmente membros da Sociedade Taliesin, que davam à arquitetura uma escala humana e também mostravam como as pessoas viviam nos prédios. Como um dos poucos capazes de brincar com o arquiteto, Guerrero tirou algumas das únicas fotografias que o mostram de modo descontraído.

## Carreira profissional
O portfólio Wright de Guerrero era um passaporte na cidade de Nova York do pós-guerra para tarefas freelance para todas as principais revistas de abrigos. Ele estabeleceu uma reputação internacional fotografando o mundo como ele construiu e reconstruiu, desenvolvendo uma especialidade particular nas casas modernas de meados do século das décadas de 1950 e 1960, incluindo as de Eero Saarinen, Edward Durell Stone, Marcel Breuer, Landis Gores, Philip Johnson, John Black Lee e Joseph Salerno. As revistas também o levaram à cozinha de Julia Child em Cambridge, Massachusetts, e ao castelo de John Huston na Irlanda. Ele continuou documentando Wright e seu trabalho até alguns dias antes da morte do arquiteto em 1959. Em 1963, uma tarefa de rotina para a revista House and Garden o levou à porta do escultor Alexander Calder, o criador do móvel. "O estúdio de Calder foi a bagunça mais gloriosa que eu já vi", lembrou Guerrero. Sua carreira na revista parou abruptamente em 1968, quando ele foi incluído na lista negra por sua oposição à Guerra do Vietnã. Nos 13 anos seguintes, ele trabalhou tão próximo de Calder quanto de Wright, documentando sua casa, estúdio e obras de arte em Roxbury, Connecticut, além de suas casas e estúdios em Sache, França. Qualquer infelicidade que ele sentia por estar na lista negra era compensado pela oportunidade de acompanhar Calder, cujos celulares, estabilizadores, joias e utensílios de cozinha caseiros o intrigavam tanto quanto as obras-primas de Wright. De qualquer forma, ele havia se cansado de interiores intocados. De 1979 a 1984, Guerrero documentou o trabalho severo e misterioso de outra escultora que ele admirava, Louise Nevelson, além de seu estúdio e casa em Greenwich Village.
Entre os muitos livros ilustrados com as fotografias de Guerrero, três são seus, Pedro E. Guerrero: A Photographer's Journey (2007); Picturing Wright: An Album from Frank Lloyd Wright's Photographer (relançado em 2015); e Calder at Home: The Joyous Environment of Alexander Calder (1998).
No auge, Guerrero nunca alcançou a celebridade da competição, que incluía Julius Shulman, Balthazar Korab e Ezra Stoller. Guerrero, que se representava, não era particularmente bom em autopromoção, embora fosse, como dizia a revista Dwell, "um sublime contador de histórias - com ou sem a câmera". A lista negra começou um longo período de pousio que coincidiu com um declínio temporário do interesse em Wright. Exposições e elogios da crítica chegaram relativamente tarde na vida. Pouco antes de Guerrero morrer em 2012, o crítico de arquitetura Martin Filler escreveu que os quadros de Guerrero muitas vezes superavam "os endossos tipicamente simplistas de seus contemporâneos da obra que representavam". Emily Bills, ex-diretora administrativa do Instituto Julius Shulman, descreveu as "contribuições canônicas de Guerrero à história da arquitetura".
Guerrero, que viveu por muitos anos em New Canaan, Connecticut, morreu em 13 de setembro de 2012, em sua casa em Florence, Arizona, aos 95 anos.

## Documentário
O documentário Pedro E. Guerrero: A Photographer’s Journey (Paradigm Productions) foi ao ar no outono de 2015 como uma co-apresentação do VOCES e do WNET American Masters da Latino Public Broadcasting. O fotógrafo também foi o tema do documentário Pedro E. Guerrero: Portrait of an Image Maker (Gnosis Ltd.), concluído em 2007, e exibido em 2012 na PBS.